# 마틴 H. 글린
마틴 헨리 글린(Martin Henry Glynn, 1871년 9월 27일, 뉴욕주 발라티 ~ 1924년 12월 14일, 뉴욕주 올버니)은 미국의 정치인으로 뉴욕주 주지사이다.

## 학력
- 포덤 대학교 인문사회 학사
- 유니온 대학교 법학학사

## 경력
- 1899.03 ~ 1901.03 제56대 미국 뉴욕 제20구 연방하원의원
- 1907.01 ~ 1908.12 제39대 뉴욕 감사관
- 1913.01 ~ 1913.10 제40대 뉴욕 부지사
- 1913.10 ~ 1914.12 제40대 뉴욕 주지사

## 역대 선거 결과
| 선거명      | 직책명                     | 대수 | 정당   | 득표율 | 득표수    | 결과 | 당락                 |
| ----------- | -------------------------- | ---- | ------ | ------ | --------- | ---- | -------------------- |
| 1898년 선거 | 하원의원 (뉴욕 제20선거구) | 56대 | 민주당 | 50.12% | 20,026표  | 1위  | 뉴욕주 하원의원 당선 |
| 1900년 선거 | 하원의원 (뉴욕 제20선거구) | 57대 | 민주당 | 46.55% | 19,904표  | 2위  | 낙선                 |
| 1906년 선거 | 뉴욕 감사관                | 39대 | 민주당 | 0%     | -표       | 1위  | 뉴욕주 감사관 당선   |
| 1908년 선거 | 뉴욕 감사관                | 40대 | 민주당 | 43.95% | 720,166표 | 2위  | 낙선                 |
| 1912년 선거 | 뉴욕 부지사                | 40대 | 민주당 | 43.13% | 665,762표 | 1위  | 뉴욕 부지사 당선     |
| 1914년 선거 | 뉴욕 주지사                | 41대 | 민주당 | 37.59% | 541,269표 | 2위  | 낙선                 |